# Platycephaloidei
Die Platycephaloidei sind eine Unterordnung aus der Knochenfischordnung der Barschartigen (Perciformes). Zu den Platycephaloidei gehören fünf Familien, je nach Autor teilweise aber verschiedene. Alle Arten des Taxons sind bodenbewohnende Meeresfische.

## Merkmale
Ihr Körper ist langgestreckt, der Kopf üblicherweise groß, abgeflacht und mit Knochenkämmen und Dornen versehen. Zwei Rückenflossen sind deutlich voneinander getrennt. Der Abstand der Bauchflossen zueinander ist normalerweise relativ groß. Sie werden von einem Stachelstrahl und fünf Weichstrahlen gestützt (nur drei bei den Stachel-Flachköpfen). Die Afterflosse besitzt keinen, einen oder drei Stachelstrahlen und 5 bis 18 Weichstrahlen. Die bodenbewohnenden Fische können eine Schwimmblase besitzen, sie kann aber auch fehlen. Die Anzahl der Wirbel liegt bei 26 oder 27.

## Familien
Zu den Platycephaloidei gehören nach Betancur-R und Kollegen folgende Familien:
- Tiefsee-Plattköpfe (Bembridae)
- Stachel-Flachköpfe (Hoplichthyidae)
- Sprottenflachköpfe (Parabembridae) (bei Nelson zu den Bembridae)[1]
- Plattköpfe (Platycephalidae)
- Stachelplattköpfe (Plectrogeniidae) (bei Nelson als Unterfamilie zu den Scorpaenidae)[1]

Nelson, Grande und Wilson zählen auch die Knurrhähne (Triglidae) und die Panzerknurrhähne (Peristediidae) zu den Platycephaloidei. Die beiden Familien bilden bei Betancur-R und Kollegen eine eigenständige Unterordnung der Barschartigen, die Triglioidei.

## Systematik
Die Unterordnung Platycephaloidei fasst stark benthische, langgestreckte Fischfamilien zusammen und grenzt sie von den weniger stark benthischen, eher stämmig und hochrückig gebauten, nah verwandten Scorpaenoidei ab.